# Iradj
Pour les articles homonymes, voir Iradj (homonymie).

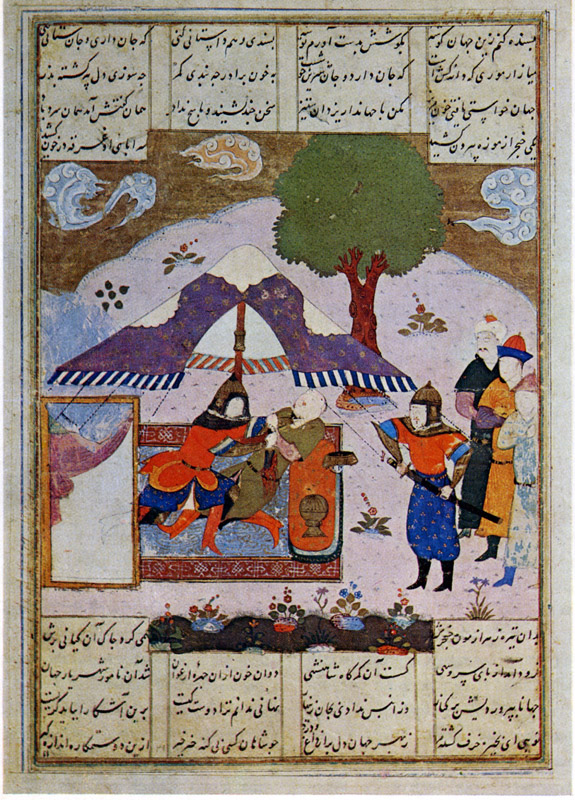

Iradj (en persan : ایرج / Iraj ou eraj) est le septième chah de la dynastie pichdadienne selon le Livre des Rois de Ferdowsi. Il était le plus jeune fils de Fereydoun, et fut tué par ses frères Salm et Tour.